# Помню
Помню (укр. Пам'ятаю) — п'ятий студійний альбом української співачки Тіни Кароль. Обкладинка альбому оформлена у вигляді картини: співачка зображена на обкладинці закритою й беззахисною одночасно. Разом із компакт-диском в альбом вкладений буклет у вигляді щоденника, усі тексти пісень написані у віршованій формі на аркушах паперу із зошита в клітинку. Остання сторінка щоденника містить кілька рядків від самої співачки:

«Дякую авторам пісень за заповнення моєї самотності, усім близьким і «ФанТіні» за те, що в «горі й радості, хворобі й здоров'ї» поруч зі мною, сину за прекрасне почуття материнства. Господи, приймаю волю Твою з радістю й смиренням, настав мене на шлях істинний чинити так, як угодно Тобі. Цей альбом про любов між двох світів, нескінченну й безмежну, як моє бажання зустрітися з тобою знову...» 

## Список пісень
| #  | Назва                | Автор слів       | Тривалість |
| -- | -------------------- | ---------------- | ---------- |
| 1. | «Закрили твої очі»   | Андрій Підлужний | 3:46       |
| 2. | «Помню»              | Тіна Кароль      | 3:48       |
| 3. | «Бесконечность»      | Стас Шурінс      | 3:54       |
| 4. | «Удаляюсь»           | Сергій Позняков  | 3:28       |
| 5. | «Стану я»            | Сергій Позняков  | 3:52       |
| 6. | «Любила»             | Макс Барських    | 3:51       |
| 7. | «Жизнь продолжается» | Влад Дарвін      | 3:35       |